# Lukas Zumbrock
Lukas Zumbrock (* 15. Februar 1996 in Oldenburg) ist ein deutscher Schauspieler.

## Leben
Lukas Zumbrock sammelte erste schauspielerische Erfahrungen im Jugendclub des Staatstheaters Oldenburg. Von 2015 bis Ende 2018/Anfang 2019 studierte er Schauspiel an der Theaterakademie der Hochschule für Musik und Theater Hamburg. In Hochschulproduktionen trat er an der Theaterakademie Hamburg u. a. als Luke Skywalker in Shakespeares Star Wars (nach Motiven von Ian Doescher, 2016), in der Titelrolle von Don Karlos (2016), als Ferdinand in Kabale und Liebe (2017) und in der Titelrolle des Torquato Tasso (2018) auf.
Mitte Januar 2018 wurde eine Folge der ZDF-Serie Notruf Hafenkante ausgestrahlt, in der Zumbrock eine Episodenhauptrolle hatte. Er spielte Fabian Frenz, einen aus gutem Hause stammenden Eliteschüler der Rudermannschaft des Hamburger Leibnizgymnasiums, und einen Freund des Opfers. Im Februar 2018 war er in der RTL-Produktion Der Lehrer ebenfalls in einer Episodenhauptrolle zu sehen. Er verkörperte den „offenbar frustrierten Leistungsverweigerer“ Konstantin Strunk, der als Eingewöhnungsscout für eine blinde Schülerin rekrutiert wird.
Im Herbst 2017 stand Zumbrock für zwei Filme der ARD-Fernsehreihe Praxis mit Meerblick vor der Kamera. Er spielte die Hauptrolle des Kai Kaminski, den Sohn der ehemaligen Schiffsärztin und weiblichen Hauptfigur (Tanja Wedhorn), der sein Jurastudium abbrechen möchte und sich in der Ärzte-WG seiner Mutter auf Rügen einquartiert. Die Erstausstrahlung der beiden Filme fand im April 2018 statt. Im Juni/Juli und September/Oktober 2018 stand Zumbrock für drei weitere Filme der ARD-Reihe vor der Kamera, die im März 2019 auf Das Erste ausgestrahlt wurden. In der 5. Staffel der TV-Serie In aller Freundschaft – Die jungen Ärzte (2019) übernahm Zumbrock eine dramatische Episodenhauptrolle als junger, besorgter Justin Wenzel, dessen minderjährige Freundin das gemeinsame Baby verloren hat. Im Kinofilm Zwischen uns die Mauer (2019) des mehrfach ausgezeichneten Jugendfilmregisseurs Norbert Lechner spielte er Ralph, den schwulen besten Freund der weiblichen Hauptfigur Anna (Lea Freund). In der 6. Staffel der Krimiserie Morden im Norden (2019) übernahm Zumbrock eine der Episodenrollen als Schüler und Zeuge Basti, der gemeinsam mit seiner Freundin ein 17-jähriges Mädchen tot im Wasser der Wakenitz findet.
Außerdem wurde er für die Serie Das Boot (2018) verpflichtet. In der Thrillerminiserie Tod von Freunden (Erstausstrahlung: Februar 2021) verkörperte Zumbrock an der Seite von Jan Josef Liefers und Katharina Schüttler den 15-jährigen Teenager Kjell Küster, der bei einem Bootsausflug auf hoher See über Bord geht und spurlos verschwindet. In dem Helen-Dorn-Krimi Die letzte Rettung (Erstausstrahlung: September 2021) spielte er den Bruder einer ermordeten Medizinstudentin, der „auf eigene Faust“ den Tod seiner Schwester aufklären will. Im Charlotte-Lindholm-Tatort: Alles kommt zurück (2021) verkörperte Zumbrock den jungen Jonas Holdt, den Sohn eines Verdächtigen, der sich an Lindholm rächen will, weil sein Vater Suizid begangen hatte, nachdem Lindholm ihn wegen eines nicht begründeten Verdachts verhaftet hatte.
Zumbrock ist auch als Fußballspieler aktiv. In der Saison 2012/13 spielte er für den VfL Oldenburg in der U-17-Bundesliga. Seit Juli 2015 gehört er auf den Positionen Abwehr und Linksverteidigung zur III. Mannschaft des VfL Oldenburg.
Lukas Zumbrock lebt in Hamburg.

## Filmografie (Auswahl)
- 2016: Nur für Spaß (Kurzfilm)
- 2018: Notruf Hafenkante: Der doppelte Viktor (Fernsehserie, eine Folge)
- 2018: Der Lehrer: Liebe auf’n ersten Blick wird’s ja schon mal nich’! (Fernsehserie, eine Folge)
- seit 2018: Praxis mit Meerblick (Fernsehreihe)
  - 2018: Brüder und Söhne (Folge 2)
  - 2018: Der Prozess (Folge 3)
  - 2019: Unter Campern (Folge 4)
  - 2019: Der einsame Schwimmer (Folge 5)
  - 2019: Auf zu neuen Ufern (Folge 6)
  - 2020: Alte Freunde (Folge 7)
  - 2020: Sehnsucht (Folge 8)
  - 2020: Familienbande (Folge 9)
  - 2021: Herzklopfen (Folge 10)
  - 2021: Vatertag auf Rügen (Folge 11)
  - 2021: Hart am Wind (Folge 12)
  - 2022: Mutter und Sohn (Folge 13)
  - 2022: Was wirklich zählt (Folge 14)
  - 2022: Schwesterherz (Folge 15)
  - 2023: Rügener Sturköpfe (Folge 16)
  - 2023: Dornröschen  (Folge 17)
  - 2025: Romeo & Julia (Folge 26)
- 2018: Das Boot (Fernsehserie)
- 2019: In aller Freundschaft – Die jungen Ärzte: Verschwunden (Fernsehserie, eine Folge)
- 2019: Zwischen uns die Mauer (Kinofilm)
- 2019: Morden im Norden: Unter der Haut (Fernsehserie, eine Folge)
- 2020: Altes Land (Fernsehfilm)
- 2021: Tod von Freunden (Fernsehserie)
- 2021: Helen Dorn: Die letzte Rettung (Fernsehreihe)
- 2021: Tatort: Alles kommt zurück (Fernsehreihe)
- 2022: Notruf Hafenkante: Nackt im Netz (Fernsehserie, eine Folge)
- 2022: Solo für Weiss – Todesengel (Fernsehreihe)
- 2023: Der Bremerhaven-Krimi – Tödliche Fracht (Fernsehfilm)